# Jüdischer Friedhof (Klotten)

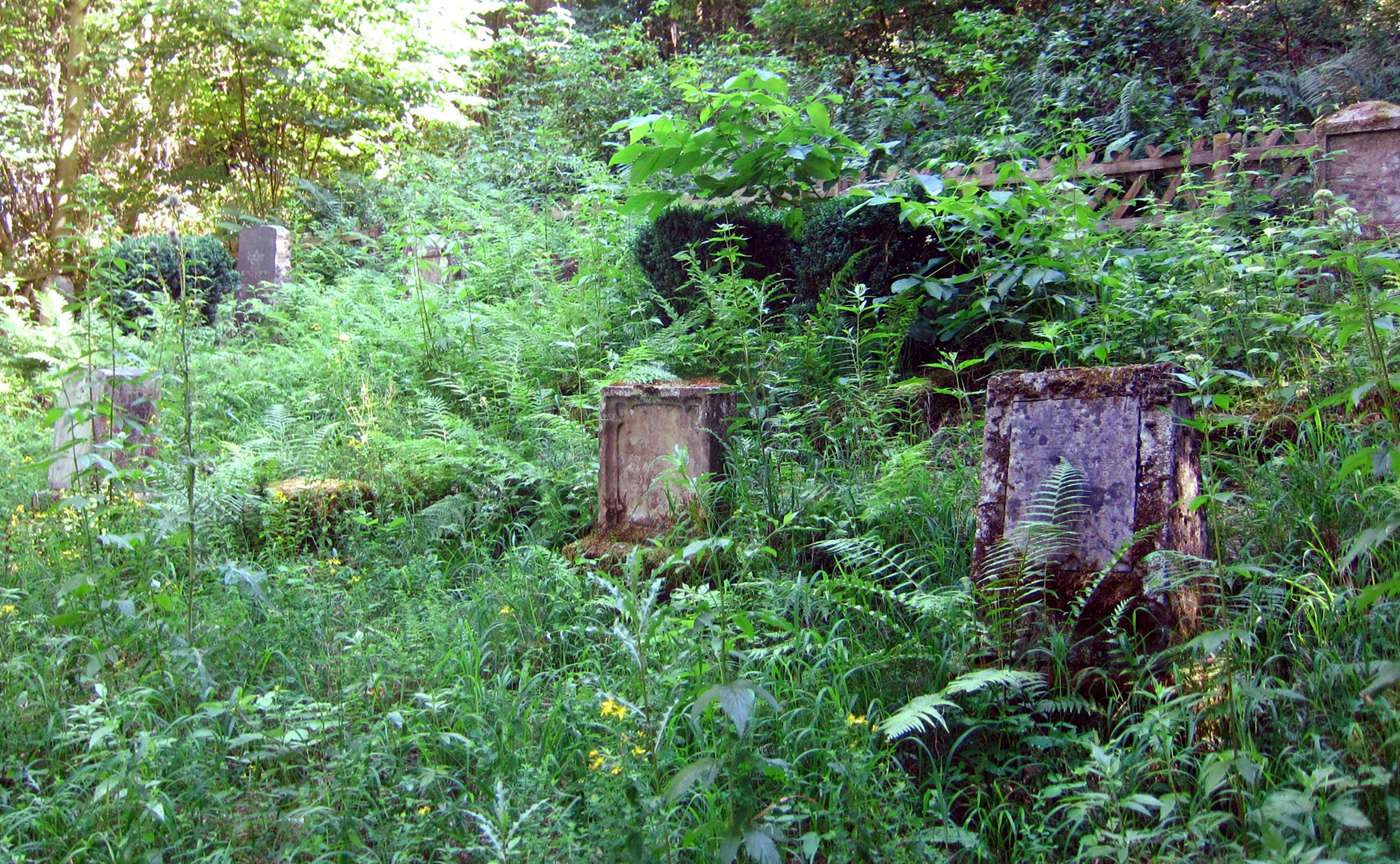
Blick auf das Gräberfeld des Klottener Judenfriedhofs (2015).

Der Jüdische Friedhof Klotten ist ein Friedhof in Klotten (Landkreis Cochem-Zell, Rheinland-Pfalz). 
Der jüdische Friedhof liegt an der Straße nach Landkern in einer abgelegenen Waldlichtung „Jünkern“ (westlich der in Richtung Wildpark / Landkern führenden Kreisstraße 25). Auf dem 212 Quadratmeter großen Begräbnisplatz befinden sich 15 Grabsteine und Grabstein-Fragmente. Die erste Bestattung auf dem Friedhof fand im Jahr 1870 statt, die letzte im Jahr 1921.
Die allmählich zuwuchernde frühere Friedhofsparzelle lässt aktuell keinerlei Pflege erkennen, die einer dauerhaften Bewahrung dieses Erinnerungsorts zur jüdischen Kultur und Geschichte des Ortes dient.